# Renan da Silva Alves
Renan da Silva Alves (* 17. Dezember 1992 in Rio de Janeiro), auch Renan Alves genannt,  ist ein brasilianischer Fußballspieler.

## Karriere
Renan da Silva Alves stand von 2012 bis 2015 bei den brasilianischen Vereinen CA Mogi das Cruzes, União Suzano AC, CE Naviraiense und EC Águia Negra unter Vertrag. Mitte 2015 verließ er Brasilien und ging nach Portugal. Hier unterschrieb er einen Vertrag beim Gil Vicente FC. Der Verein aus Barcelos spielte in der zweiten Liga, der Segunda Liga. Für Gil absolvierte er 24 Zweitligaspiele. Nach einem Jahr ging er nach Aserbaidschan, wo er sich dem PFK Kəpəz anschloss. Mit dem Verein aus Gəncə spielte er in der höchsten Liga des Landes, der Premyer Liqası. 24-mal stand er für PFK auf dem Spielfeld. Mitte 2017 ging er nach Serbien. Hier unterzeichnete er in Novi Sad einen Vertrag bis Jahresende beim Erstligisten FK Vojvodina. Nach Vertragsende verpflichtete ihn der mexikanische Verein Murciélagos FC. Nach einem halben Jahr in Mexiko zog es ihn Mitte 2018 nach Asien, wo er sich dem indonesischen Verein Borneo FC anschloss. Mit Borneo spielte er in der ersten Liga, der Liga 1. Nach 15 Erstligaspielen wechselte er Anfang 2019 nach Malaysia. Hier verpflichtete ihn der Erstligist Kedah FA aus Alor Setar. 2019 gewann er mit dem Verein den FA Cup. Im Endspiel besiegte man Perak FA mit 1:0. Das Endspiel um den Malaysia Cup 2019 verlor man gegen den Johor Darul Ta’zim FC mit 3:0. 2020 feierte er mit Kedah die Vizemeisterschaft. Für Kedah absolvierte er 40 Erstligaspiele. Im Januar 2022 ging er nach Indonesien, wo er einen Vertrag beim Erstligisten PS Barito Putera unterschrieb.

## Erfolge
Kedah FA
- Malaysia FA Cup: 2019
- Malaysia Cup: 2019 (Finalist)
- Malaysia Super League: 2020 (Vizemeister)